# Ocotea mollicella
Ocotea mollicella là loài thực vật có hoa trong họ Nguyệt quế. Loài này được (S.F. Blake) van der Werff miêu tả khoa học đầu tiên năm 1990.